# Delfí Navàs i Ferré
Delfí Navàs Ferré (Cabassers, 30 de novembre de 1855 - ib., 28 d'agost de 1929) fou el primer historiador local de Cabassers, germà del científic jesuïta Longí Navàs i Ferré.

## Biografia
Va ser escolà, majoral, sagristà, cantor, organista, batlle, secretari, jutge i caporal del sometent. Aconseguí, amb les seves gestions, que passés una carretera per Cabassers, però prou lluny de la població per tal que la gent no sentís els renecs dels carreters. Fou cap del Partit Tradicionalista de la província de Tarragona, i el 1909 fundà la "Societat Cabacés Agrícol" amb set socis més: Joan Masip, Prudenci Seró, Joan Masip Morell, Ignasi Seró, Francesc Gibert, Tomàs Amorós i Montserrat Vendrell. Segons el reglament d'aquesta societat, l'entitat tenia com a objectiu la creació d'una biblioteca, l'organització de conferències i l'adquisició comunal d'adobs i sulfatadores per al camp. També va fundar, el 1911, la societat "L'Herbabona", amb l'objectiu de fomentar el catolicisme, la tradició, l'educació i la instrucció. Aquesta entitat es va dissoldre el 1919.

## Obra
De formació autodidacta, publicà un opuscle titulat "Descipició histórica, física y política de Cabacés" el 1918, que és la primera obra publicada referent a la història d'aquest municipi del Priorat. Només en coneix un text anterior al seu sobre la història de Cabassers, preparat tan sol un any abans de la publicació de Navàs: les "Notas estadísticas e históricas de la Villa de Cabacés", de José Ruy Fernández. Ruy fou membre de la Institución Nacional de Exploradores de España y visità Cabassers el 25 d'octubre de 1917, data que consta a la còpia manuscrita que deixà del seu recull a l'arxiu de l'ajuntament.
L'obra de Delfí Navàs té trenta-set pàgines i es divideix en vint-i-vuit apartats, que tracten la història del municipi, de la baronia eclesiàstica de la qual fou cap fins al segle xix, i ofereix descripcions precises de les restes, avui en dia desaparegudes, del monestir de Santa Maria de Vallclara, i de l'altar major de l'església de Cabassers. També incorpora descripcions de les ermites del terme municipal (Sant Roc, la Foia. Fa referència també a la Somereta de Montsant, descoberta pel seu germà el 1897, en un apartat dedicat a les excursions científiques.
L'historiador Vicenç Biete i Farré publicà, el 1985, un facsímil de l'opuscle de Delfí Navàs i també edità per primer cop les "Notas..." de José Ruy Fernández al mateix volum.

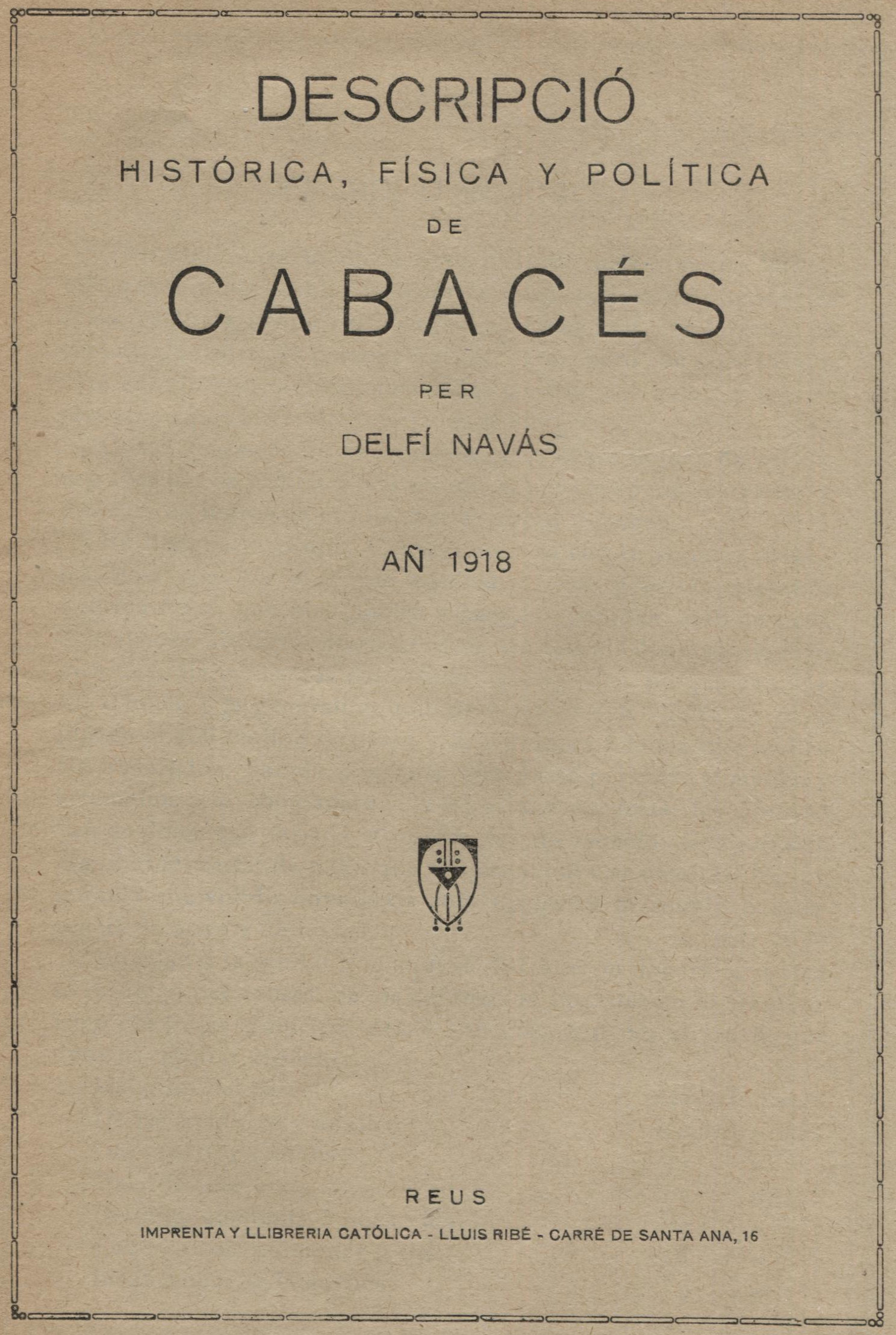
Primera pàgina de la Descripció histórica, física y política de Cabacés

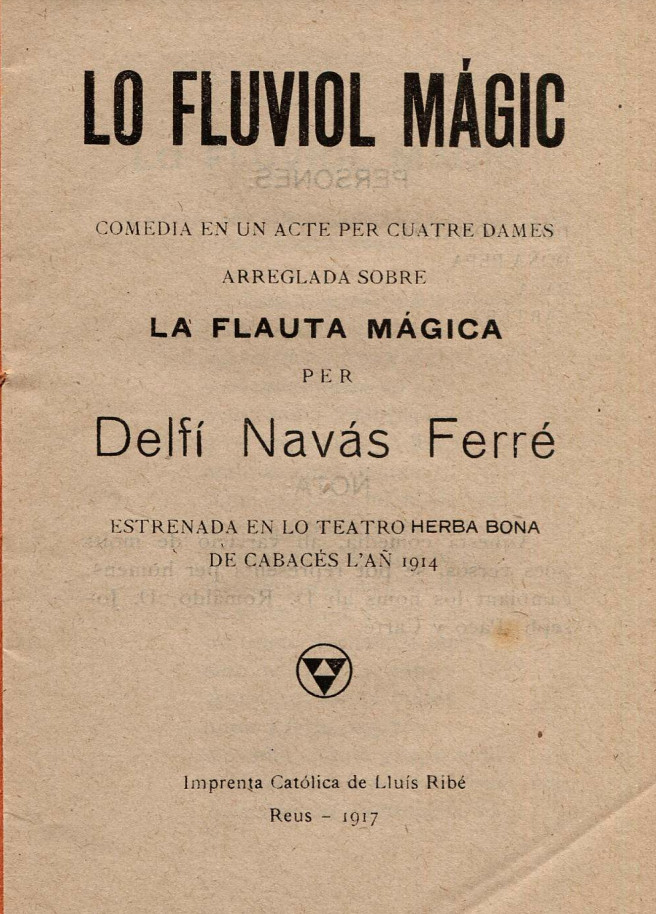
Primera pàgina de l'obra de teatre Lo Fluviol Mágic. Comèdia en un acte per a cuatre dames.

També fou autor de l'obra de teatre "Lo Fluviol Màgic", inspirada en Die Zuberflöte de W.A. Mozart, estrenada al teatre Herba Bona de Cabassers el 1914, i publicada el 1917. Amb anterioritat, el 1908, havia publicat un compendi de vides de sants, el Novísimo Año Cristiano, de lectura diària per a cada festivitat de cada sant ressenyat.